# Nadejda Oudaltsova
Nadejda Andreïevna Oudaltsova (en russe : Наде́жда Андре́евна Удальцо́ва), née le 29 décembre 1885 (10 janvier 1886 dans le calendrier grégorien) à Orel et morte le 25 janvier 1961 à Moscou, est une artiste d'avant-garde russe et soviétique.

## Biographie
Elle se forme à l'École de peinture, de sculpture et d'architecture de Moscou de 1905 à 1909. Puis, en 1913, elle part pour Paris en même temps que Lioubov Popova avec laquelle elle partageait un atelier à Moscou. Elle se forme au cubisme et fréquente les ateliers de Jean Metzinger, Henri Le Fauconnier. De retour à Moscou, elle réalise quelques compositions rayonnistes. Elle est aussi influencée par Malevitch et fait partie du groupe Supremus. 
En mars 1915, elle participe à l'Exposition Tramway V organisée par Jean Pougny à Petrograd. Avec Lioubov Popova elle présente des œuvres cubistes de leur période parisienne. Le cubisme eut en Russie une interprétation fort différente de celle qui lui fut donnée en France. Les artistes russes sont plus intéressés par une nouvelle construction que par l'interprétation de la chose vue. Les œuvres cubistes russes sont souvent entièrement abstraites. Elles sont plutôt une coordination décorative de couleurs. Des lettres sont souvent utilisées comme chez Braque ou Picasso, mais elles sont utilisées pour juxtaposer différents niveaux de réalité et non pas pour elles-mêmes.
À l'époque soviétique son style a fortement évolué suivant les tendances de l'époque,.
Oudaltsova est mariée avec le peintre avant-gardiste letton Aleksandrs Drēviņš. Lorsque celui-ci est arrêté, victime des purges staliniennes en 1938, elle sauve beaucoup de ses tableaux, les faisant passer pour les siens face aux agents de l'NKVD venus perquisitionner leur appartement. Son fils Aleksandrs Drēviņš (1921-1996) est sculpteur, l'auteur du monument d'Ivan Krylov aux Étangs du Patriarche à Moscou.

## Postérité
Le cratère vénusien Udaltsova a été nommé en son honneur.